# Mitch Morse
(en) Statistiques sur pro-football-reference
Mitchell « Mitch » Morse, né le 21 avril 1992 à Austin au Texas, est un sportif professionnel américain de football américain évoluant au poste de centre dans la National Football League (NFL) depuis la saison 2019.
Sélectionné en 49e choix global lors du deuxième tour de la draft 2015 par la franchise des Chiefs de Kansas City, il y reste quatre saisons avant de rejoindre les Bills de Buffalo (2019-2023) et les Jaguars de Jacksonville en 2024.

## Biographie

### Carrière universitaire
Morse joue au football américain universitaire dans la NCAA Division I FBS avec les Tigers de l'université du Missouri à Columbia pendant cinq saisons (2010-2014). 

### Carrière professionnelle

#### Draft
Ses performances à Columbia lui permettent d'être sélectionné au deuxième tour de la draft 2015 de la NFL par la franchise des Chiefs de Kansas City. 

#### Chiefs de Kansas City
Morse devient titulaire au poste de centre dès sa première saison chez les Chiefs. Il est sélectionné dans l'équipe des Rookies 2015 par la Pro Football Witers Association (en) (PFWA).
En 2017, Morse rate cinq matchs (de la 3e à la 7e semaine) à la suite d'une blessure au pied. Il se blesse à nouveau en 14e semaine et, placé sur la liste des réservistes le 15 décembre 2017, ne joue plus de la saison.

#### Bills de Buffalo
Considéré comme l'un des meilleurs centres de la ligue, Morse signe le 13 mars 2019, un contrat portant sur quatre saisons pour un montant de 44,5 millions de $ avec les Bills, faisant de lui, à cette époque, le centre le mieux payé de la ligue,.
Il y est jumelé avec le quarterback Josh Allen.
Le 14 mars 2022, Morse signe une prolongation de contrat de deux ans pour un montant de 19,5 millions de $.
Cependant, sa santé devient rapidement une préoccupation. Morse a eu trois commotions cérébrales diagnostiquées avec les Chiefs et est victime de trois autres durant ses quatre première années à Buffalo dont l'une à la veille des playoffs de la saison 2022 où il doit être remplacé par Greg Van Roten. Bien que la saison 2022 ne soit pas sa meilleure, il est classé 22e centre par Pro Football Focus et est sélectionné à son premier Pro Bowl,,.
Il est libéré par les Bills le 6 mars 2024.

#### Jaguars de Jacksonville
Le 11 mars 2024, Morse signe un contrat de deux ans pour un montant de 10,5 millions de dollars dont 7 totalement garantis avec les Jaguars de Jacksonville.